# Aphidius cingulatus
Aphidius cingulatus är en stekelart som beskrevs av Johannes Friedrich Ruthe 1859. Aphidius cingulatus ingår i släktet Aphidius och familjen bracksteklar. Arten är reproducerande i Sverige. Inga underarter finns listade i Catalogue of Life.